# GMC Savana
GMC Savana – samochód osobowo-dostawczy typu van klasy pełnowymiarowej produkowany pod amerykańską marką GMC od 1995 roku.

## Historia i opis modelu

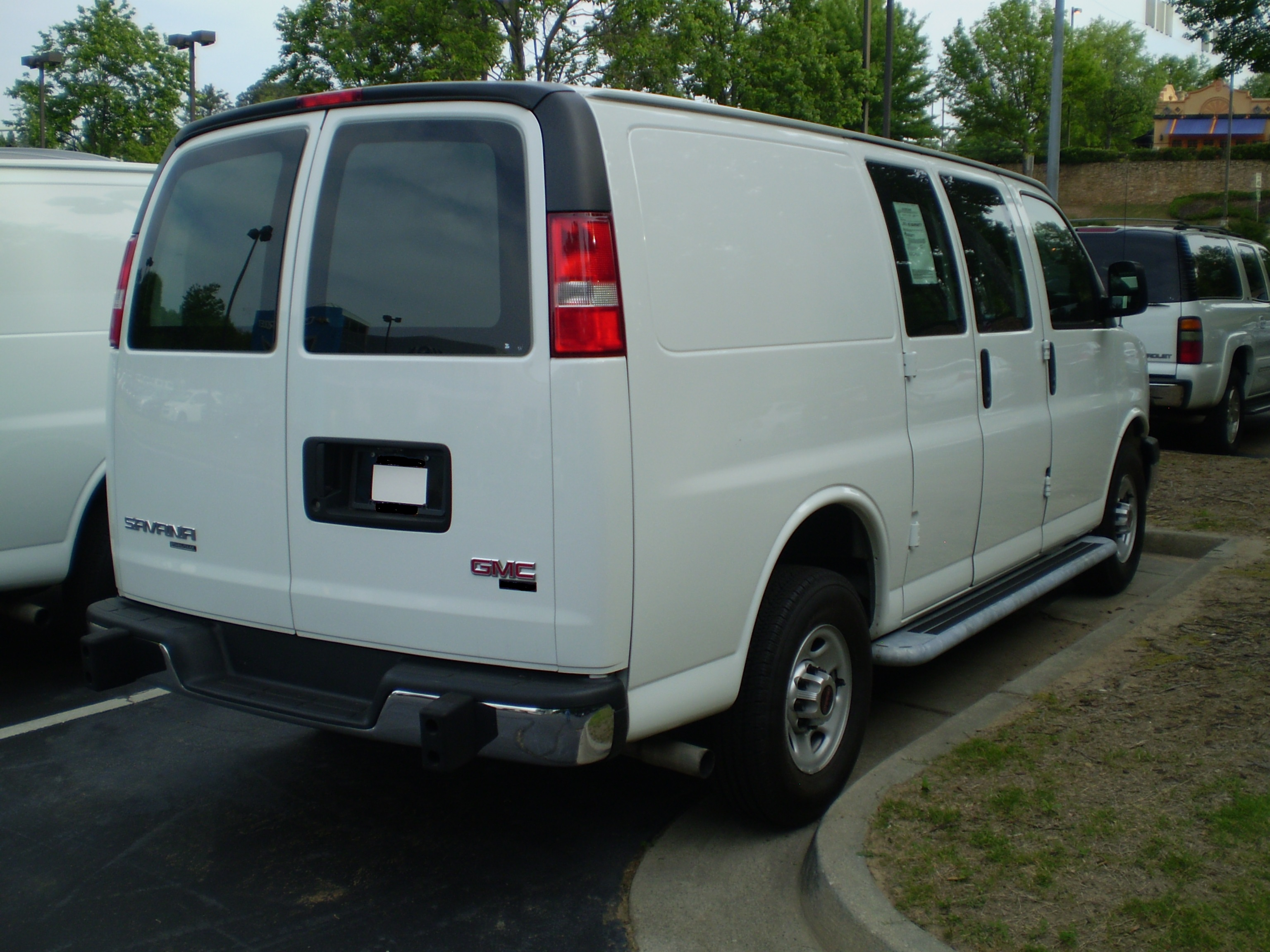
GMC Savana – tył

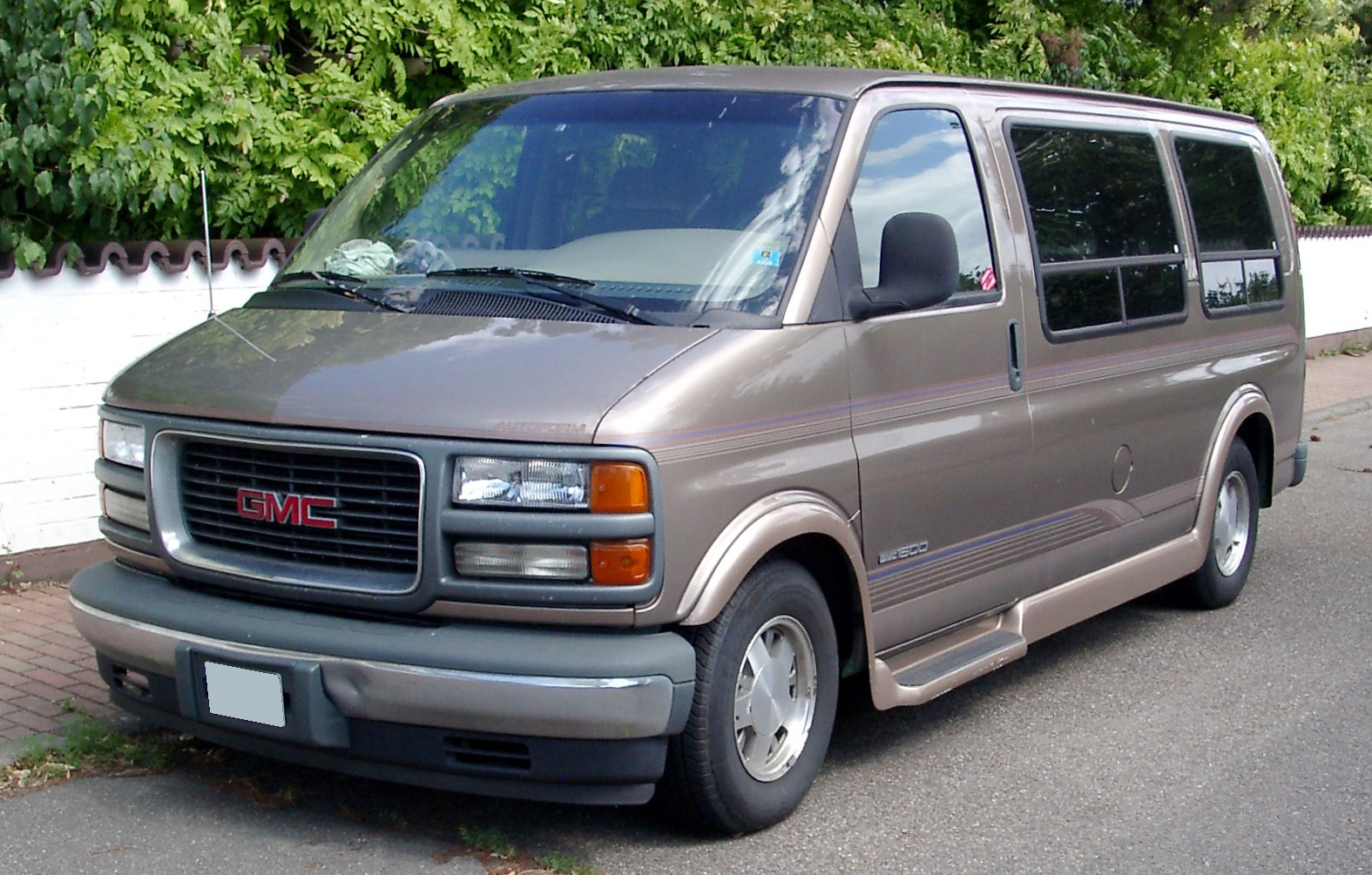
GMC Savana – wersja osobowa

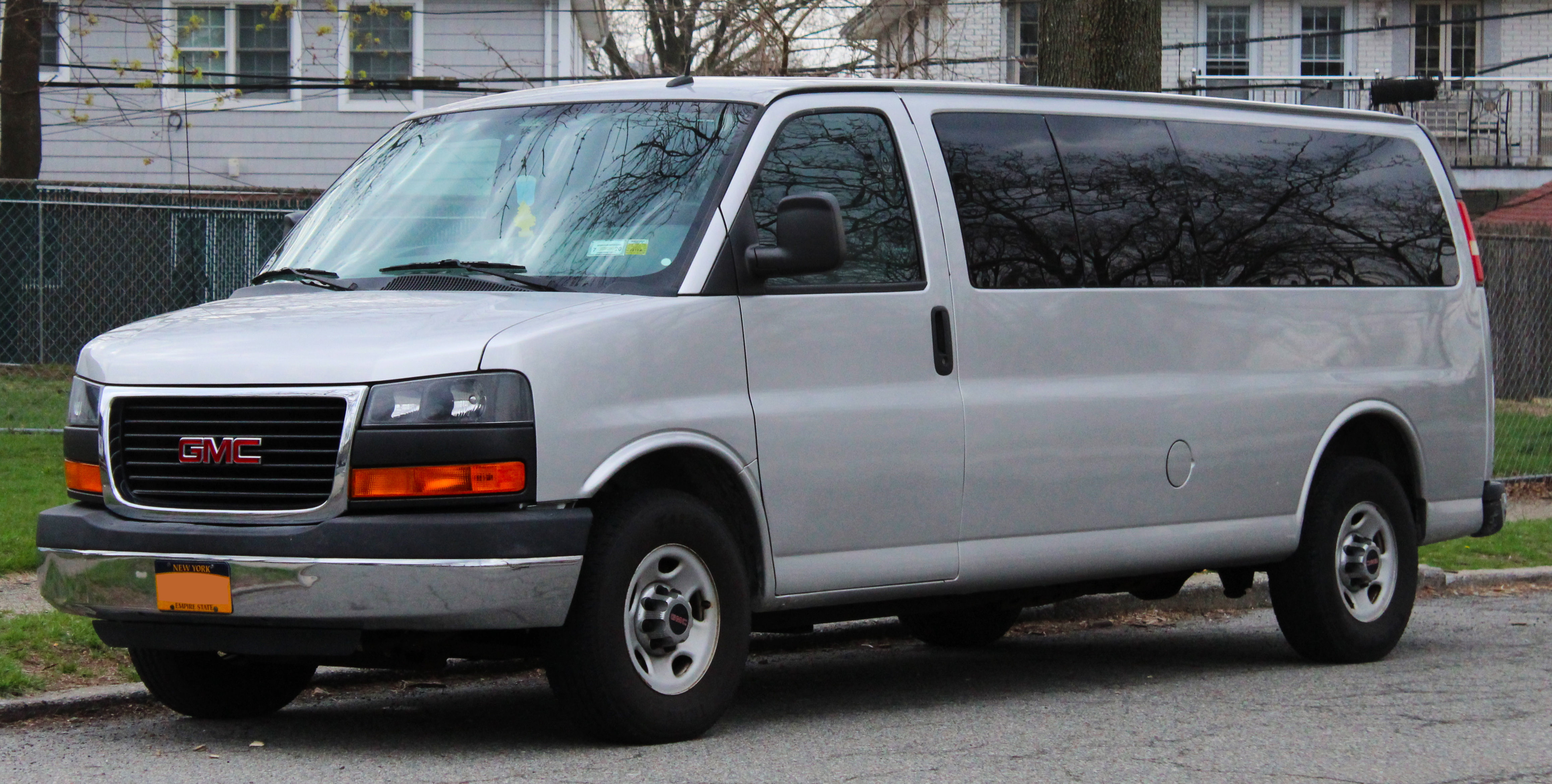
GMC Savana po liftingu

W 1995 roku General Motors przedstawiło nową rodzinę dużych samochodów osobowo-dostawczych Chevrolet Express i GMC Savana. W ofercie GMC, nowy model zastąpił rodzinę modeli Vandura oraz Rally. Samochód przeszedł ewolucyjny zakres zmian, z bardziej krągłą karoserią i masywnym pasem przednim.
W ówczesnym portfolio GMC model Savana uplasował się powyżej debiutującej równolegle drugiej generacji mniejszego Safari. Od bliźniaka Chevroleta, GMC Savana odróżniał się brakiem dużej poprzeczki dzielącej atrapę chłodnicy na rzecz dużej, prostokątnej atrapy chłodnicy z wyraźnie wyeksponowanym logo GMC w jego środkowej części.

### Restylizacje
Po 6 latach produkcji, w 2002 roku zarówno bliźniaczy Chevrolet Express, jak i GMC Savana przeszły obszerną modernizację nadwozia. W jej ramach pojawił się zupełnie nowy pas przedni z dużymi reflektorami, a także zmodyfikowane zderzaki i nowa atrapa chłodnicy.
W 2018 roku General Motors zdecydowało się ponownie zmodernizować swoje topowe samochody dostawcze, wprowadzając do oferty jednostek napędowych nowe, bardziej ekonomiczne silniki benzynowe oraz wysokoprężne.

### Silniki
- V6 4.3l Vortec
- V8 5.0l Vortec
- V8 5.7l Vortec
- V8 7.4l Vortec
- V8 8.1l Vortec
- V8 6.5l Diesel

### Silniki (FL)
- V8 4.3l Vortec
- V8 4.3l EcoTec
- V8 4.8l Vortec
- V8 5.3l Vortec
- V8 6.0l Vortec
- V8 6.6l Duramax Diesel
- L4 2.8l Duramax Turbo-Diesel